# Guillermo Lovell
Guillermo José Lovell (* Januar 1917 oder 1918 in Dock Sud, Partido Avellaneda; † 25. Oktober 1967) war ein argentinischer Boxer im Schwergewicht und Silbermedaillengewinner der Olympischen Spiele 1936 von Berlin. Er ist zudem der jüngere Bruder des Olympiasiegers Alberto Lovell und Onkel des Olympiateilnehmers Santiago Lovell.
Olympisches Resultat
- Achtelfinale: Sieg gegen Omar Hermansen, Dänemark
- Viertelfinale: Sieg gegen José Feans, Uruguay
- Halbfinale: Sieg gegen Erling Nilsen, Norwegen
- Finale: Niederlage gegen Herbert Runge, Deutschland

Von 1940 bis 1942 bestritt er drei Profikämpfe in Argentinien, darunter zwei Siege und eine Niederlage.